# P→★
P→★（ぴー、1999年8月30日 - ）は、ダンスパフォーマー、クラブDJ、ファッションモデル、振付師として活動する日本のアーティスト。世界13か国17都市の海外公演をTEMPURA KIDZで経験、きゃりーぱみゅぱみゅの初代バックダンサーであり、YOSHIKIがプロデュースするボーイズグループ・XYのメンバー。埼玉県出身、身長170cm、血液型はB型。

## 来歴
ダンスを始めるきっかけは小学3年生の後半にDVDで観た「オカザイル」であり、5歳から続けていたサッカーを辞めて、小学4年生からダンスレッスンに通い始めた。

### 初代きゃりーキッズ時代
2011年の小学6年生のときにP→★のダンスの先生だったMAIKOがきゃりーぱみゅぱみゅの振付を依頼されたことを契機に、彼女のバックダンサー「きゃりーキッズ」の一員としてきゃりーぱみゅぱみゅのライブやフェスに出演することになった。だが約1年後、きゃりーキッズのうちP→★を含む5人が、アソビシステムのバックアップのもとに新しいダンスユニットである「TEMPURA KIDZ」としてデビューすることになり、2012年11月11日に横浜アリーナで開催された「Happy Music Live 2012」への出演を最後に5人はきゃりーキッズを卒業した。
なお、P→★を含む初代きゃりーキッズたちは、卒業後も不定期できゃりーぱみゅぱみゅのライブにバックダンサーとして出演することがたまにある。

### TEMPURA KIDZ時代
RAM RIDERの作詞・作曲によるプレデビュー曲「CIDER CIDER」がYouTube上に初公開された2012年11月14日から卒業日にあたる2021年3月28日のワンマン公演までの約8年間にわたりP→★はTEMPURA KIDZのダンスパフォーマーとして精力的に活動した。
ダンス以外でも、2014年7月21日に新木場STUDIO COASTで開催された「RIP SLYME presents "真夏のWOW"」ではTEMPURA KIDZのメンバーやミュージックビデオで共演したアスタラビスタらが見守る中、DJ P→★として念願のDJデビューを果たし、翌年の「SUMMER SONIC 2015」でもTEMPURA KIDZの出演とは別にキッズエリアのDJを務めた。2017年にはDJ P→★とYU-KAによる共同クラブイベント「THE BLOCK PARTY」を恒例行事として作り、2018年3月に開催されたワンマン公演「Find A Way」では自身が楽曲制作したダンスナンバーを披露するなど、年数を重ねるにつれプロデュースの一端を担うようになっていった。そして、KARINとの「双子コーデ」など、派手な古着を着こなすモデルとしての活動も年々増えていった。
またTEMPURA KIDZ以外の活動においても、2017年7月に東京ゲゲゲイのMIKEYがプロデュースする男性4人組のユニット「東京ボボボーイ」のダンサーとして参加し、自身もダンス講師としてワークショップを開催するなど活動の幅を広げており、DJ P→★としても、DREAMS COME TRUEのスピンオフ・イベント「ドリカムディスコ」の福岡公演（2019年8月29日）にゲスト出演すると、その実力が評価され、TEMPURA KIDZ卒業後も名を連ねるほど同イベントの準レギュラーになっていった。

### TEMPURA KIDZ卒業後
TEMPURA KIDZ卒業後も関係者同士の交流は続き、YU-KAがアソビシステムを退社する頃、YU-KA・MAIKO・P→★のTwitter上にて公開された2分13秒の映像作品「YU-KA」（2021年6月22日公開）については、YU-KAの撮影をP→★が、編集をP→★とMAIKOが行っていたりする。
2022年には1月から2月末にかけて公演されたミュージカル「ロッキー・ホラー・ショー」にも出演を果たした。さらに同年2月1日、表現者の清水舞手（しみず・まっしゅ）が立ち上げた前衛表現集団「DropShitQaos〜メランコリー帝国〜」の創立メンバーとして参加していることが発表され、同年は11月3日までの活動に参加した。そして10月29日、YOSHIKIが主催しHuluが配信するボーイズグループオーディション「YOSHIKI SUPERSTAR PROJECT X」の追加オーディションメンバーとして参加していることが番組内で明かされ、2023年2月28日、YOSHIKIは13人のデビューメンバーを引き連れて日テレ「スッキリ」に生出演し、P→★も「XY」のメンバーとして正式にデビューすることを発表した。

## 人物
克服したい意思はあるものの野菜が苦手であると公言しており、ダンスを始める前はサッカー選手を目指していたという。幼いころから舞台照明やミュージックビデオに強い関心があったと語っており、TEMPURA KIDZメンバーによれば「やりたいことがハッキリしていて、やりたいことだけに貪欲で頑固な性格」とも評されている。

## 活動

### TEMPURA KIDZ（2012–2021）
詳細は「TEMPURA KIDZ」を参照

### DropShitQaos（2022–）

#### 2022年

##### ライブ出演
- 6月25日、東京・AiSOTOPE LOUNGE
- 7月9日、岡山・木下大サーカス（リトルブラックドレスとのコラボ）
- 8月19日、東京・モアレホテル吉原
- 8月22日、神奈川・川崎CLUB CITTA（ショーケース）
- 9月30日、東京・モアレホテル吉原「吉原炎上イ」[19]
- 10月2日、東京・Spotify O-EAST、カミヤサキ初主催ライブ「KFC」
- 10月3日、東京・HARLEM「TOMATO TOWN」
- 11月3日、東京・シネシティ広場[20]

##### テレビ出演
- 7月16日、TBS音楽特番「もうすぐ音楽の日2022」（リトルブラックドレス「白雨」）

##### ミュージックビデオ出演
- リトルブラックドレス「白雨」[21]

### 個人活動

#### 音楽

##### ダンスパフォーマンス
- MISIA「THE TOUR OF MISIA JAPAN SOUL QUEST」（2011年5月4日、神奈川・神奈川県民ホール）
- フレンズ「petit town release tour グランパーティー！」（2018年1月27日、大阪/28日、東京）[22]
- フレンズ「フレンズのフレンズ大集合！〜日比谷野音でコラボ祭〜」（2018年4月14日、東京・日比谷野外大音楽堂）[23]
- 吉田凛音「バイバイJKバイブスアゲてこ〜↑↑↑ツアー」（2019年3月27日、東京・渋谷WWW）[24]
- 東京ゲゲゲイ「ゲゲゲイダンスナイト〜Valentine Special〜」（2020年2月14日、東京・渋谷クラブクアトロ）[25]
- Awesome City Club「Awesome Talks—One Man Show 2021—」（2021年8月9日、東京・中野サンプラザ）[26]

###### ショーケース
- LUCIFER10周年記念イベント「JUST US〜LUCIFER  10th Anniversary〜」（2019年2月10日、東京・新宿FACE）
- ユメキカクpresents「Atelier. vol,1」（2020年3月26日–27日、東京・品川きゅりあん 大ホール）[補足 1]
- ダンス公演「聴—shoku—」（2021年4月25日、埼玉・三郷市文化会館大ホール）[補足 2]
- ユメキカクpresents「Atelier. vol,3」（2021年9月2〜3日、東京・ルネこだいら）[補足 1]

###### フェス
- FUJI ROCK FESTIVAL '21（2021年8月22日、新潟・苗場スキー場「GREEN STAGE」）[補足 3]
- ROCK IN JAPAN FESTIVAL（2022年8月12日、千葉・千葉市蘇我スポーツ公園「HILLSIDE STAGE」）[補足 4]
- SUMMER SONIC 2022（2022年8月20日、大阪/21日、東京）[補足 4]

##### ダンスワークショップ
- 2018年
  - 08月22日、大阪・レンタルスタジオARTE「SUMMER SPECIAL WS!!!」[補足 5]
  - 08月23日、名古屋・レンタルスタジオARTE「SUMMER SPECIAL WS!!!」[補足 5]
  - 08月30日、東京・宝仙学園[補足 6]
  - 09月29日、東京・渋谷StudioMISSION906「QUART2xP→★Workshop」[補足 6]
  - 10月10日、東京・渋谷eggman「れんこん計画 Vol.2」[27][補足 7]
  - 10月14日、東京・渋谷eggman「秋の！RENKON DANCE CAMP」[28][補足 7]

##### DJ
- 「RIP SLYME presents "真夏のWOW"」（2014年7月21日、東京・新木場STUDIO COAST）
- 「PAC-STORE NIGHT—April Fool Special—」（2017年4月1日、東京・KAWAII MONSTER CAFE）
- 「食と緑の空中庭園 音楽フェス」（2018年8月4日、東京・西武池袋本店）
- 「KAWAII MONSTER CAFE 3周年記念パーティー 〜未来へようこそ〜」（2018年9月3日、東京・KAWAII MONSTER CAFE）
- 「Club NIGHTMARE Vol.3」（2018年10月27日、東京・KAWAII MONSTER CAFE）[29]
- 「GINZA SPOOKY」（2019年10月27日、東京・PLUSTOKYO）[30]
- 「KAWAII HALLOWEEN PARTY」（2019年10月31日、東京・KAWAII MONSTER CAFE）[31]
- 「K-POP PARTY YOLO 〜KOREA SOUL CHRISTMAS〜」（2019年12月20日、東京・CLUB Asia）[32]
- 「401 Year-end Party（RAM RIDER新レーベル立ち上げイベント）」（2019年12月28日、東京・PLUSTOKYO）[33]
- 「Countdown 2020 Monster Party—Crazy KAWAII Night—」（2019年12月31日、東京・KAWAII MONSTER CAFE）[34]
- 「K-POP PARTY YOLO 〜2020 NEW YEAR SPECIAL〜」（2020年1月17日、東京・CLUB Asia）
- 「AS ONE version2.0—1st Anniversary Party—」（2020年1月27日、東京・WOMB）

###### TEMPURA KIDZ関連イベント
- 毎週水曜日出演「TOKYO POP CULTURE NIGHT」（2019年6月26日〜2020年3月25日[補足 8]、東京・KAWAIIMONSTERCAFE）

###### 6%DOKIDOKI主催イベント
- 「Thank-you Party Livestream from The Mothership」（2020年7月26日、Instagram/facebook）
- 「Harajuku Fashion Street Party by 6%DOKIDOKI」（2020年8月23日、Instagram/facebook）
- 「HARAJUKU FASHION STREET "HELLOWEEN"PARTY!!!」（10月25日、Twitch）
- 「HARAJUKU FASHION STREET CHRISTMAS PARTY BY 6%DOKIDOKI」（2020年12月20日、Twitch&Zoom）

###### ドリカムディスコ
- 2019年
  - 「ドリカムディスコ」福岡公演（8月29日）[12]
  - 「ドリカムディスコ全国拡散〜30th ANNIVERSARY PARTY〜」
    - 11月03日、東京・東京モーターショー2019 有明エリア DRIVE PARK（TFTビル横 駐車場）[35]
    - 12月18日、宮城・仙台Rensa[36]
- 2020年
  - 「ドリカムディスコ　ニコ生スペシャルver.」（3月18日、ニコニコ生放送）[補足 9]
  - 「ドスコオフ会」
    - 04月24日、Instagram
    - 05月01日、Instagram

  - 「ドリカムディスコ・アットホーム」
    - 05月09日、YouTube LIVE[37]
    - 08月10日、LINE LIVE-VIEWING[38]
    - 10月14日、LINE LIVE-VIEWING[39]
    - 12月27日、LINE LIVE-VIEWING/Streaming+[40]

  - 「みんなで踊ろうドリカムディスコ2020」（10月17日〜12月26日、ニコニコ生放送）[補足 10][41]
    - 10月17日「幕張イベントホールのはずだった編」
    - 10月24日「さいたまスーパーアリーナのはずだった編」
    - 11月07日「大阪城ホールのはずだった編」
    - 11月21日「よつ葉アリーナ十勝のはずだった編」
    - 11月28日「北海道立総合体育センター 北海きたえーるのはずだった編」
    - 12月05日「広島グリーンアリーナのはずだった編」
    - 12月12日「横浜アリーナのはずだった編」
    - 12月19日「マリンメッセ福岡のはずだった編」
    - 12月26日「日本ガイシホールのはずだった編」

##### ミュージックビデオ出演
- V6「バリバリBUDDY!」（2012年2月15日リリース）
- シクラメン「SKYWALKER」（2015年6月24日リリース『こんにちは羽田』収録曲）[42]
- miwa「DAITAN！」（2020年9月9日リリース）
- ラストアイドル「何人も」（2020年11月4日リリース）
- Saki Kamiya映像作品「Waterfall（楽曲：BRIAN SHINSEKAI）」（2021年6月1日公開）[43]
- Awesome City Club「夏の午後はコバルト」（2021年7月6日配信リリース）[44]
- AliA 「Me」（2021年12月22日リリース『Me』収録曲）[45]
- ダダダ！「nobody崇拝」（2022年1月19日リリース）[46]

#### モデル

##### ストリートスナップ
- FASHIONSNAP（2021年3月25日）[47]
- DROP TOKYO（2021年6月16日[48]、12月14日[49]）
- VOGUE JAPAN（The Best Street Style at Tokyo Fashion Week）[50]

##### WEB / 広告 / カタログ
- HALLOWEEN STORY（2019年10月31日公開）[51]
- HALLOWEEN STORY vol.2（2020年10月31日公開）[52]
- WIND AND SEA × Pii（2021年9月18日発売）[53]
- Lee ColorFLeeasy（2021年12月15日発売）[54]
- noir etoffe 2022 S/S（2021年12月1日–3日公開）[55]

##### コレクション
- AMNI TRADEORGANAIZATION 1st POPUP at R for D（2021年5月1日–3日、東京・展示会場に在廊）[56]
- AMNI TRADE ORGANIZATION POPUP IN OSAKA（2021年7月23日–25日、大阪・展示会場に在廊）[57]
- AMNI 2021 NEW COLLECTION "Group & Endemic —蔓延—"（2021年11月12日、東京・展示会場に在廊）[58]

##### その他イベント
- ゲストモデル「キッズ時計」（2016年11月13日、東京・CARATO71）
- ストリートファッションショー「Colorful Riot in Osaka」（2021年11月14日、大阪・kagoo）[59]
- 体験型アートイベント「PEEP展」（2022年8月31日–9月11日、東京・ラフォーレ原宿）[60]

##### 関連雑誌
- 女性向けファッション雑誌「Popteen10月号」（2016年9月1日発売、角川春樹事務所）
- 高校生向け情報誌「HR 2017年 11・12月号」（2017年10月8日、グラフィティマガジンズ）
- 新世代ファッション＆カルチャーマガジン「NIL 001 （2017年11月号）」（2017年10月10日発売、ストリート編集室）
- ストリートマガジン「weam 004（2019年10月号）」（2019年9月12日発売、アソビシステム出版社）
- ストリートマガジン「weam 007（2020年10月号）」（2020年10月12日発売、アソビシステム出版社）

#### ショップボーイ
- 「6%DOKIDOKI」（2019年7月3日、7月7日）

#### 舞台
- パルコ・プロデュース2022「ロッキー・ホラー・ショー 」助演・ファントム 役（2022年1月21日 - 2月28日、森ノ宮ピロティホール/上野学園ホール/北九州芸術劇場/PARCO劇場）[13]

## 作品

### コンピレーション・アルバム（DJ）
| 発売日         | タイトル                                            | 商品番号  | 発売元                     |
| -------------- | --------------------------------------------------- | --------- | -------------------------- |
| 2020年10月14日 | DREAM CATCHER 3 〜 ドリカムディスコ MIX COMPILATION | UMCK-1674 | ユニバーサル・ミュージック |

### ダンス振付提供
- TEMPURA KIDZとしての振付提供は「TEMPURA KIDZ#振付の提供」を参照

| アーティスト | タイトル                                                 | 楽曲発売日            | 備考                                                                           |
| ------------ | -------------------------------------------------------- | --------------------- | ------------------------------------------------------------------------------ |
| ☆リラム☆     | ニギニギニー                                             | 2015年04月22日（DVD） | BSプレミアム「ワラッチャオ！」にて 3人組のキッズユニット「☆リラム☆」が歌う楽曲 |
| スタメンKiDS | STAR★MEN SUMMER DAYS! スタメン7銃士                      | 2017年8月2日          |                                                                                |
| スタメンKiDS | 中学生なう ダンスで覚える四文字熟語 ぎゅんぎゅん万有引力 | 2019年11月26日        | アルバム「スタチュ～EP TYPE-B」収録楽曲                                        |

### 補足
1. 1 2  清水舞手∞UFOの作品にゲスト出演
2. ↑  清水舞手の作品にゲスト出演
3. ↑  Awesome City Clubのライブにゲスト出演
4. 1 2  きゃりーぱみゅぱみゅのライブにバックダンサーとして出演
5. 1 2  東京ボボボーイUFOとともに開催
6. 1 2  初代きゃりーきっずamaneのいる2人組ダンスユニット「Quart2」とともに開催
7. 1 2  初代きゃりーきっずamaneとともに開催
8. ↑  2019年4月1日以降、新型コロナウィルス感染症拡大防止のために自粛したまま出演終了
9. ↑  「ドリカム３１周年YEAR突入SP！中村正人の自由すぎる「ドリカムの部屋」& LIVE一挙放送Part２」の最後に放送
10. ↑  「DREAMS COME TRUE WINTER FANTASIA 2020—DOSCO prime ニコ生 PARTY !!!—」（全9公演）

### 参照
1. 1 2  “YOSHIKIオーディション、20人の合格者全員公開 チーム分けの理由も説明＜YOSHIKI SUPERSTAR PROJECT X＞”. NewsCafe. 2022年12月29日閲覧。
2. ↑  “P→★”.   アソビシステム株式会社. 2023年3月1日閲覧。
3. ↑  “TEMPURA KIDZ、メンバー3名が卒業を発表 3月のワンマンが現メンバー最後のステージに”.   musicman (2021年2月18日). 2023年3月1日閲覧。
4. ↑  “『YOSHIKI SUPERSTAR PROJECT X』13人のデビューメンバーを発表。”.   THE FIRST TIMES (2023年2月28日). 2023年3月1日閲覧。
5. ↑  “ColorFLeeasy”.   Lee（リー） (2021年12月16日). 2023年2月26日閲覧。
6. ↑  “【インタビュー】ついにデビュー、TEMPURA KIDZってどんな子たちなの？”. BARKS. 2021年4月17日閲覧。
7. ↑  株式会社ロッキング・オン. “きゃりーぱみゅぱみゅ－rockinon.com｜https://rockinon.com/quick/rijfes2012/detail/71213”. rockinon.com. 2018年4月4日閲覧。
8. ↑  Inc, Natasha. “TEMPURA KIDZからYU-KA、AO、P→★が卒業”. 音楽ナタリー. 2021年2月18日閲覧。
9. ↑  “TEMPURA KIDZのYU-KAとP→★が新たに提案するクラブパーティー「THE BLOCK PARTY」の全貌が明らかに！｜ASBS”. ASBS. 2021年4月17日閲覧。
10. ↑  “Tempura Kidz’ Karin & P-chan in Harajuku w/ Cloud Print, 6%DOKIDOKI & Candy Stripper – Tokyo Fashion” (英語). 2021年4月17日閲覧。
11. ↑  東京ゲゲゲイのMIKEYプロデュース、東京ボボボーイのPV公開 2017年8月19日掲載
12. 1 2  dews365 (2019年10月31日). “ドリカムのパフォーマーKEITA&GOTO、ゲストDJのP→★にSHOTAがインタビュー！『ドリカムディスコ』とは？ | Dews (デュース)”. ダンス情報サイト「Dews  (デュース)」. 2019年11月9日閲覧。
13. 1 2  “古田新太主演。小池徹平、ISSA、昆夏美ら出演。パルコ・プロデュース2022　「ロッキー・ホラー・ショー」開幕！　初日オフィシャルレポートと舞台写真が到着”. THEATER GIRL. 2022年12月29日閲覧。
14. ↑  “清水舞手（SHIMIZU MASH）新世代の前衛表現集団・DropShitQaos結成！ カミヤサキ（ex.GANG PARADE/BiS）P→★（ex.TEMPURA KIDZ）ら集結”. Billboard JAPAN. 2023年1月13日閲覧。
15. ↑  “本日も合格者を解禁！”. yoshikisuperstar.com. 2023年1月13日閲覧。
16. 1 2  “人気急上昇中★【TEMPURA KIDZさん】にインタビュー(*´ω｀*)！！読者プレゼントも♡”. EMMARY. 2023年1月13日閲覧。
17. ↑  “P→★ (TEMPURA KIDZ) （Artist）”.   atmos (2020年6月27日). 2023年2月26日閲覧。
18. ↑  “LOGOS presents CAMP RADIO | ラジオNIKKEI”. www.radionikkei.jp. 2021年4月17日閲覧。
19. ↑  “歴史に残る遊郭の街、吉原に新スタイルの客室劇場「吉原炎上イ」現る”.   TimeOut. 2023年2月26日閲覧。
20. ↑  “繁華街の中心、歌舞伎町・シネシティ広場でのパフォーマンスに注目！歌舞伎超祭を１１月３日（木・祝）１６:００～２０:００に開催”.   ORICON NEWS (2022年10月27日). 2023年2月26日閲覧。
21. ↑  “リトルブラックドレス、新曲「白雨」のミュージックビデオ公開！パフォーマンス集団・DropShitQaosとコラボによって「愛がつまった素晴らしいMVとなりました」”. Pony Canyon. 2023年1月13日閲覧。
22. ↑  フレンズ、ハッピーな空気あふれたZepp DCで「ズッ友だからね！」 2018年1月29日掲載
23. ↑  日比谷野音にて開催の『フレンズのフレンズ大集合！』が大成功！ | OKMusic 2018年4月17日掲載
24. ↑  2019年3月27日掲載 2019年3月27日(水)吉田凛音「バイバイJKバイブスアゲてこ〜↑↑↑ツアー」渋谷WWW X セットリスト
25. ↑  『アーティスト集団“東京ゲゲゲイ”「ゲゲゲイダンスナイト～Valentine Special～」2020年2月14日バレンタインデーに渋谷クラブクアトロで開催！！』（プレスリリース）PR TIMES、2020年1月28日。2023年2月26日閲覧。
26. ↑  “【ライブレポート】Awesome City Clubが中野サンプラザで19曲熱演、グループの軌跡と未来を感じさせるライブに。12月には東京ガーデンシアターでのライブも決定！”.   avex potal. 2023年2月26日閲覧。
27. ↑  “れんこん計画Vol.2”.   eggman (2018年10月9日). 2023年3月8日閲覧。
28. ↑  “Facebook（スタジオ ミッション）”.   スタジオ ミッション (2018年9月21日). 2023年3月8日閲覧。
29. ↑  “【原宿最強ハロウィンイベント】今年のテーマは“ダーク & カラフル”！10/27（土）31（水）開催 / KAWAII MONSTER CAFE HARAJUKU”.   PR TIMES (2018年10月24日). 2023年3月8日閲覧。
30. ↑  “GINZA SPOOKY”.   clubberia. 2023年2月26日閲覧。
31. ↑  “KAWAII MONSTER CAFEのハロウィンイベント！今年は“ブラッディピンク“＆“ボーダレス”なハロウィン！10/26（土）、10/31（木）2DAY開催！”.   PR TIMES (2019年10月18日). 2023年2月26日閲覧。
32. ↑  “K-POP PARTY YOLO 〜KOREA SOUL CHRISTMAS〜”.   株式会社yolo (2019年12月10日). 2023年2月26日閲覧。
33. ↑  “@RAM_RIDER さんが 2019年12月24日 に投稿したツイート” (2019年12月10日). 2023年2月26日閲覧。
34. ↑  “kawaiimonstercafe【Event Information】”.   Kawaii Monster Cafe (2019年12月18日). 2023年2月26日閲覧。
35. ↑  “11月3日（日・祝）「ドリカムディスコ全国拡散〜30th ANNIVERSARY PARTY〜 ファン感謝祭」&「 “みんなでドスコ！” S+AKS モーニング・ワークショップ」開催決定！！”.   DREAMS COME TRUE (2019年10月15日). 2023年2月26日閲覧。
36. ↑  “「ドリカムディスコ全国拡散〜30th ANNIVERSARY PARTY〜」 12月18日（水）仙台Rensa公演チケット発売・ゲストDJ追加決定のお知らせ”.   DREAMS COME TRUE (2019年11月11日). 2023年2月26日閲覧。
37. ↑  “DREAMS COME TRUE、『ドリカムディスコ・アットホーム』の開催を決定”.   SPICE編集部 (2020年5月8日). 2023年2月26日閲覧。
38. ↑  “「ドリカムディスコ・アットホーム」第2弾配信決定”.   音楽ナタリー (2020年7月28日). 2023年2月26日閲覧。
39. ↑  “＜ドリカムディスコ・アットホーム＞、『DREAM CATCHER 3』発売日に開催決定”.   BARKS (2020年9月23日). 2023年2月26日閲覧。
40. ↑  “「ドリカムであそべ！ドリカムでおどれ！」この合言葉で2020年を締めくくる！”.   BARKS (2020年12月18日). 2023年2月26日閲覧。
41. ↑  “DREAMS COME TRUE、ドリカム初の配信イベント『WINTER FANTASIA 2020—DOSCO prime ニコ生 PARTY !!!—』 詳細解禁”.   SPICE編集部 (2020年9月1日). 2023年2月26日閲覧。
42. ↑  “シクラメン新曲MV完成、羽田空港はじめ大田区の名所満載”.   音楽ナタリー (2015年6月5日). 2023年2月26日閲覧。
43. ↑  “カミヤサキが幻想の世界で舞う映像作品「Water fall」公開、楽曲はBRIAN SHINSEKAI”.   音楽ナタリー (2021年6月1日). 2023年2月26日閲覧。
44. ↑  “Awesome City Club、新曲「夏の午後はコバルト」が中島健人（Sexy Zone）＆小芝風花W主演ドラマ"彼女はキレイだった"OPテーマに決定”.   激ロック (2021年6月26日). 2023年2月26日閲覧。
45. ↑  “AliA｜ファーストフルアルバム『Me』12月22日発売”.   TOWER RECORDS ONLINE (2021年10月27日). 2023年2月26日閲覧。
46. ↑  “いつか（Charisma.com）を中心とする新プロジェクト"ダダダ！"、第4弾楽曲「nobody崇拝」リリース。ダンサーにP→★（ex-TEMPURA KIDZ）参加のMV公開”.   激ロック (2022年1月19日). 2023年2月26日閲覧。
47. ↑  “STREET STYLE / No. 19194”.   FASHIONSNAP. 2023年2月26日閲覧。
48. ↑  “Photography: Asami Abe”.   DROP TOKYO. 2023年2月26日閲覧。
49. ↑  “Photography: Yuri Horie”.   DROP TOKYO. 2023年2月26日閲覧。
50. ↑  “合言葉は“ネオパンク”── 新スタイルを謳歌する東京の最旬スナップ。”.   VOGUE JAPAN. 2023年2月26日閲覧。
51. ↑  “HALLOWEEN STORY”.   ASBS (2019年10月31日). 2023年2月26日閲覧。
52. ↑  “HALLOWEEN STORY vol.2”.   ASBS (2020年10月31日). 2023年2月26日閲覧。
53. ↑  “謎に包まれた青髪のアーティスト Piiが、アパレルブランド“WIND AND SEA(ウィンダンシ―)”とのコラボレーション決定！9月18日(土)よりコラボレーションアイテム発売！”.   avex potal. 2023年2月26日閲覧。
54. ↑  “Lee フリーサイズ＆ユニセックスの「FLeeasy」から6色のカラーパンツが数量限定で登場。”.   STREND.. 2023年2月26日閲覧。
55. ↑  “Photography: Kenya Ishikawa”.   noir efoffe. 2023年2月26日閲覧。
56. ↑  “AMNI TRADE ORGANIZATION COLLECTION 2021 2021"RECLAMATION" 001”.   AMNI. 2023年2月26日閲覧。
57. ↑  “2021 TRADE ORGANIZATION RECLAMATION”.   AMNI. 2023年2月26日閲覧。
58. ↑  “2021 AMNI COLLECTION Group&Endemic”.   AMNI. 2023年2月26日閲覧。
59. ↑  “Colorful Riot in Osaka ありがとうございました！”.   6doki_official. 2023年2月26日閲覧。
60. ↑  『ヘアメイクアーティストYOUCAがおくる新感覚アートイベント「PEEP展」をラフォーレ原宿にて初開催』（プレスリリース）PR TIMES。2023年2月26日閲覧。
61. ↑  “DREAMS COME TRUE｜ニューアルバム『DOSCO prime』10月14日発売｜『DREAM CATCHER 3 〜 ドリカムディスコMIX COMPILATION』も同時発売 - TOWER RECORDS ONLINE”. tower.jp. 2021年4月17日閲覧。